# Edda

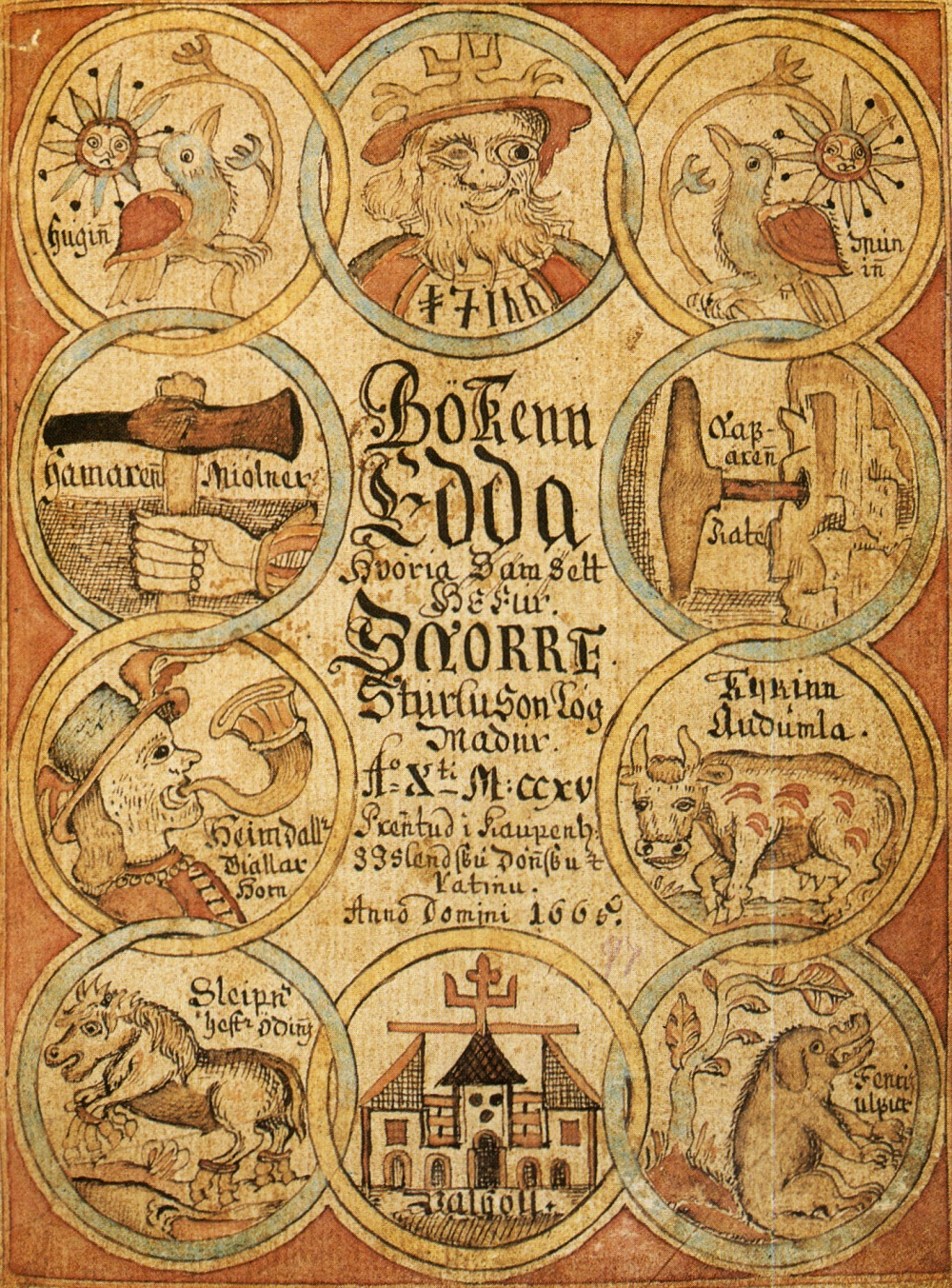
Titelpagina van een 18e-eeuws manuscript van de Proza-Edda

De Edda is een verzameling literaire en mythologische werken uit het middeleeuwse IJsland, die zowel delen van de oude mythologische verhalen van Noordelijk Europa, als richtlijnen omtrent de poëtische overdracht ervan, bevatten.
Er bestaan twee Edda's;
- de Poëtische Edda, ook wel Lied-Edda of Oude Edda, in oorsprong een orale traditie
- de Proza-Edda, ook wel de Jongere Edda, geschreven door Snorri Sturluson

## Titel
Er zijn meerdere speculaties over de titel. Het woord Edda betekent overgrootmoeder in het Oudnoords. Het zou dus kunnen wijzen op de verhalen van overgrootmoeder (de voorouders), die zij al doorvertelden, 's avonds rond de vuurplaats, maar verder dan een theorie gaat dit niet. Het woordbeeld is hiervoor eigenlijk het belangrijkste argument.
Er wordt aangenomen dat Snorri Sturluson zijn Edda in Oddi geschreven heeft, een plaatsje op IJsland dat in de 11e en 12e eeuw een centrum van wetenschap en literatuur was. Snorri Sturluson bezocht de school als leerling van Jón Loftsson, de kleinzoon van Saemund de Wijze (1057-1133). Saemund de Wijze opende, na in Frankrijk of Franken te hebben gestudeerd, de school in Oddi. Hij zou de Oudere of Poëtische Edda hebben geschreven.

## Verspreiding
In de late 13e eeuw kwam IJsland onder het gezag van het koninkrijk Noorwegen, dat in 1380 met Denemarken werd verenigd. In de 16e eeuw werd men zich hier pas goed bewust van de schatkamer, die de IJslandse middeleeuwse manuscripten in feite vormden, met informatie over het verleden van Scandinavië die nergens anders te vinden was. Het werd IJslanders verboden manuscripten te verkopen buiten het Deense koninkrijk. In Kopenhagen werden de manuscripten bestudeerd. Een van de belangrijkste onderzoekers was de humanist Arngrimur Jonsson (1568-1648), die het boek Brevis Commentarius de Islandia (kort commentaar over IJsland) schreef, wat gelezen werd door onderzoekers buiten Denemarken. Toen volgden vertalingen van de Edda in moderne talen. In 1770 verscheen de eerste uitgave van Gylfaginning in Londen, welke werd heruitgegeven door Sir Walter Scott in 1809. In de 19e eeuw was de Edda in de meeste Europese talen te lezen.

## Inhoud van de Poëtische Edda
| Godenliederen 1. Völuspá (De voorspelling van de zieneres Volva) 2. Hávamál (Het lied van de Hoge) 3. Vafþrúðnismál (Het lied van Vafthrudnir) 4. Grímnismál (Het lied van Grimnir) 5. Skírnismál (De reis van Skirnir) 6. Hárbarðslióð (Het lied van Harbard) 7. Hymiskviða (Het lied van Hymir) 8. Lokasenna (Loki’s scheldpartij) 9. Þrymskviða (De ballade van Thrym) 10. Völundarkviða (De ballade van Völund) 11. Alvíssmál (Het lied van Alvis) 12. Baldrs draumar (Balders dromen) 13. Grottasöngr (De zang van Grotti, de molen) 14. Rígsþula (Het lied van Rig) 15. Hyndluljóð (Het lied van Hyndla) 16. Svipdagsmál (Het lied van Svipdagr) 17. Hrafnagaldr Óðins (Odins raven) |  | Heldenliederen 1. Helgakviða Hundingsbana in fyrri - De eerste ballade van Helgi, doder van Hunding 2. Helgakviða Hjörvarðssonar (De ballade van Helgi Hjörvardsson) 3. Helgakviða Hundingsbana in önnor (De tweede ballade van Helgi, doder van Hunding) 4. Sinfiötlalok (Het einde van Sinfjötli) 5. Sigurdarkviða Gripisspá (De voorspelling van Gripir) 6. Reginsmál - Het lied van Regin 7. Fafnismál (Het lied van Fafnir) 8. Sigrdrífumál (Het lied van Sigrdrifa) 9. Brot af Sigurðarkviðu - Fragment van de ballade van Sigurd 10. Guðrúnarkviða in fyrsta (De eerste ballade van Gudrun) 11. Sigurðarkviða in skamma - De korte Sigurdballade 12. Helreið Brynhildar (Brunhildes hellevaart) 13. Drap Niflunga (De moord op de Nevelingen) 14. Guðrúnarkviða in önnur (De tweede ballade van Gudrun) 15. Guðrúnarkviða in þriðja (De derde ballade van Gudrun) 16. Oddrúnargrátr (Het klaaglied van Oddrung) 17. Atlakviða (De ballade van Atli) 18. Altlamál (Het Groenlands Atlilied) 19. Guðrúnarhvöt (Gudrun hitst haar zonen op) 20. Hamðismál (Het lied van Hamdir) 21. Hlöðskviða (De ballade van Hlöd) 22. Hervararljóð (Het lied van Herwör) |